# Fono (Samoa)

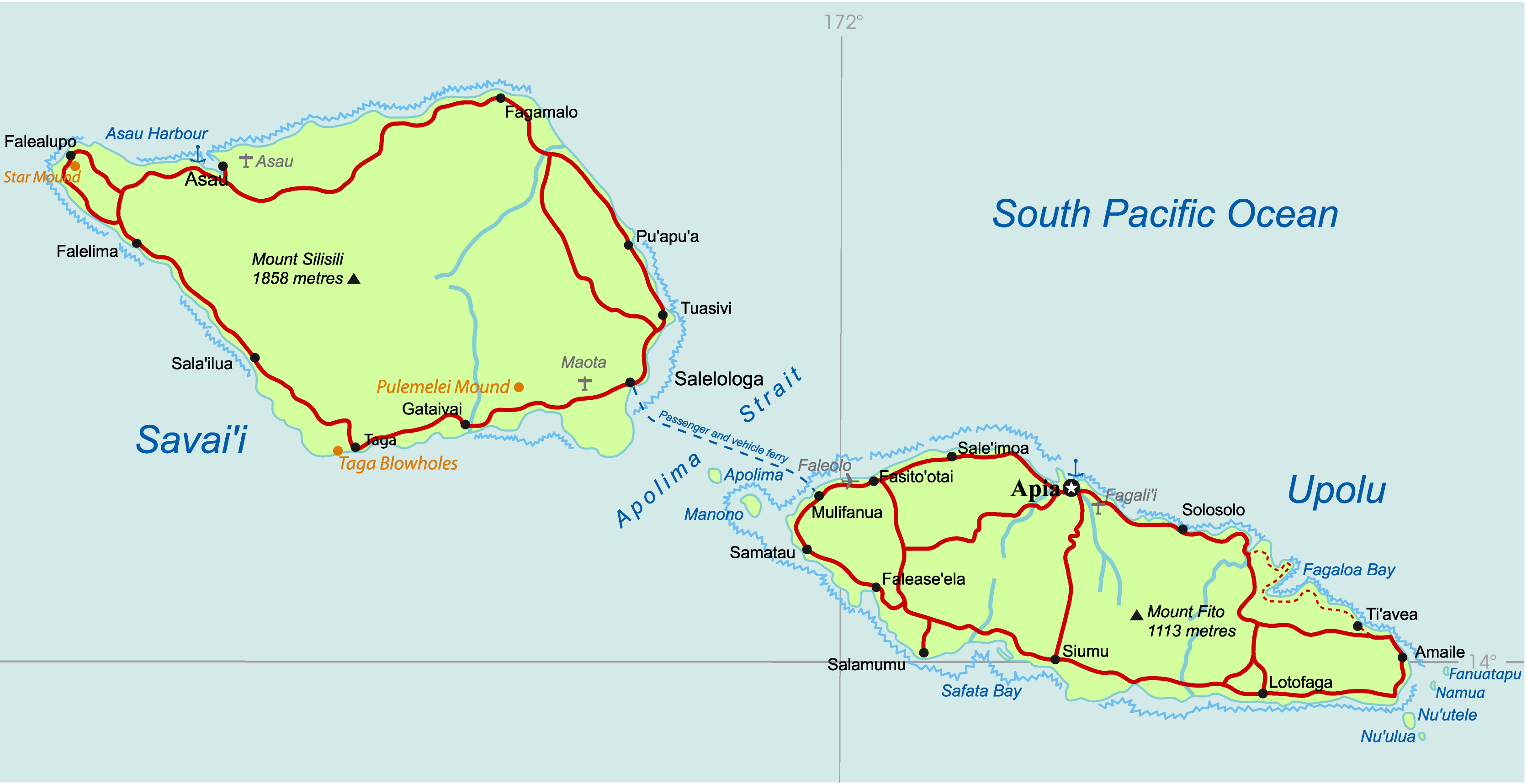
Samoa

Fono (samoanska för "möte"), egentligen Aoao Faitulafono, (engelska: Samoa Legislative Assembly) är namnet på parlamentet i Samoa i Stilla havet.

## Parlamentet
Fono är ett enkammarparlament och är den lagstiftande makten i Samoa.
Parlamentsbyggnaden "Fale Fono" ligger i norra Apias i stadsdelen Mulinu'u (1).

## Sammansättning
49 Members of Parliament (ledamöter) valda på en femårsperiod. 47 väljs i valkretsar baserade på traditionella byar och 2 väljs av oberoende väljare utan hemby (till exempel bosatta personer utan samoansk bakgrund eller Samoaner som inte är eller vill vara knutna till en hemby). Valkretsarna kan endast välja mataier (lokal hövding) till parlamentet.
Talmannen kallas "Speaker of the Legislative Assembly".
Ledamöterna utser också "O le Ao o le Malo" (statschefen).

## Historia
Systemet med Fono har mycket gamla rötter i det Samoanska samhället.
Fono i sin nuvarande form inrättades 1920 (2) under den nyzeeländska förvaltningen.
Vid Samoas självständighet 1962 blev parlamentets femte session även Samoaparlamentets första session. Då fanns 46 ledamöter där 41 var mataier och 5 hade europeisk bakgrund.
Fonos existens ratificerades även i den 1963 reviderade konstitutionen, dock ändrades sammansättningen till att nu omfatta 45 samoanska och endast 2 ickesamoanska ledamöter.
1991 reviderades konstitutionen igen, allmän rösträtt från 21 års ålder infördes, mandatperioden förlängdes från 3 till 5 år och parlamentet utökades med ytterligare 2 ledamöter.